# Magnetron (elektronenbuis)

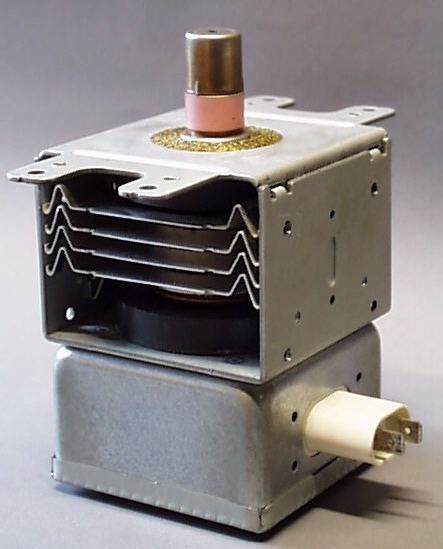
Magnetronbuis

Dwarsdoorsnede magnetron schematisch

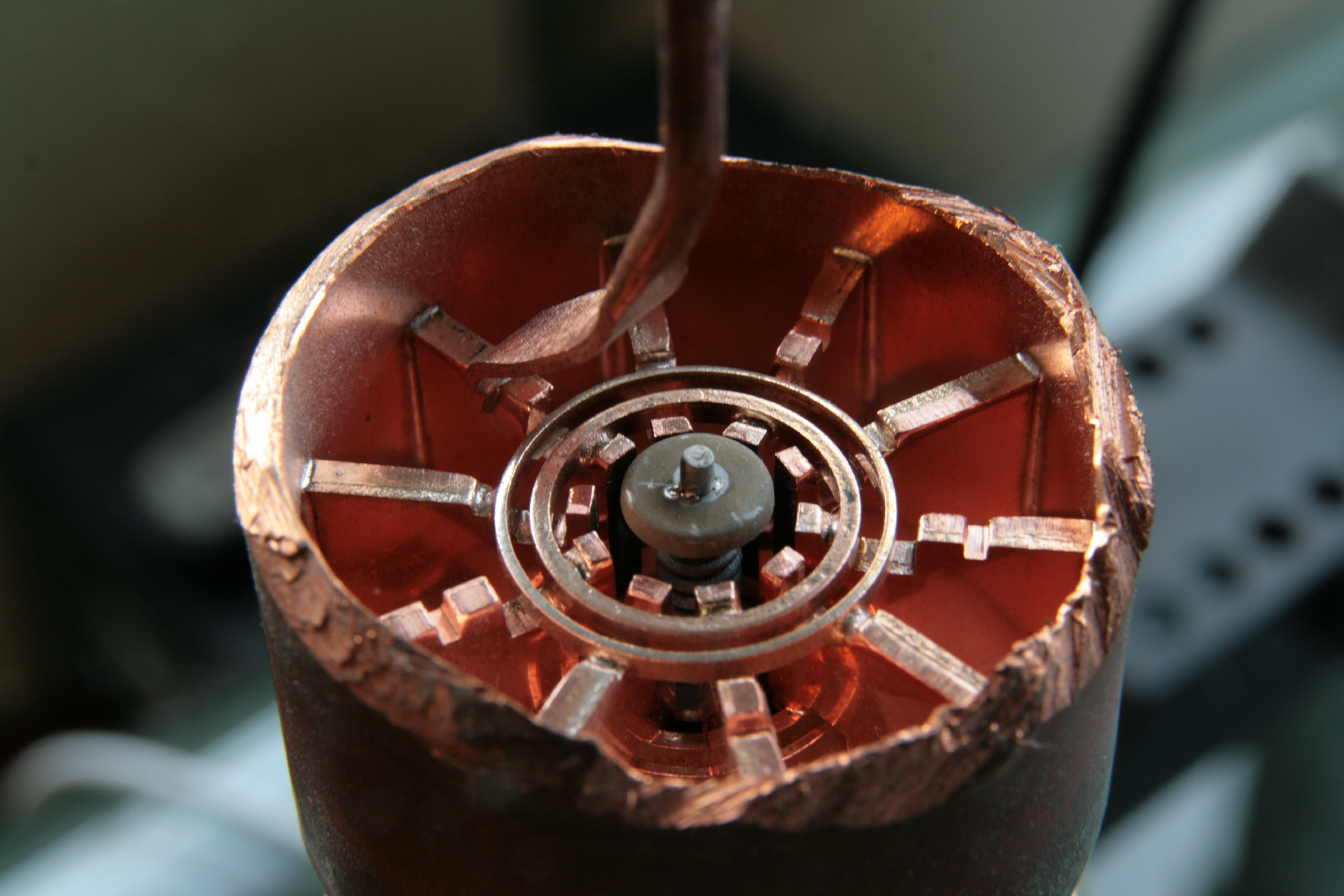
Dwarsdoorsnede door magnetron met in het midden de twee strap-ringen, vastgesoldeerd aan respectievelijk even en oneven segmenten

Een magnetron is een elektronenbuis die door middel van trilholtes en een magneetveld hoogfrequente elektromagnetische velden kan opwekken. Het heeft zijn naam gegeven aan de magnetronoven, waarin deze buis wordt toegepast. Ook in radarinstallaties, die in de Tweede Wereldoorlog mogelijk werden dankzij het magnetron, wordt het nog toegepast. Daarnaast hebben magnetrons industriële toepassingen, zoals drogen van materialen, en voor de aansturing van elektrodeloze lampen. Met dit type buis kunnen zeer grote vermogens opgewekt worden, vele kW continu tot 5 MW gepulst bij radar, met een zeer hoog rendement tot 80%. De opgewekte frequenties liggen in het frequentiegebied tussen 0,5 en 100 GHz.
Een bijzondere eigenschap van deze buis is dat het, in tegenstelling tot andere zendbuizen, zelf een oscillerend systeem vormt. Er is dus geen externe sturing nodig, zoals bij een zendbuis. Daar staat tegenover dat de frequentiestabiliteit van het magnetron matig is, maar dat is voor de meeste moderne toepassingen geen bezwaar.

## Constructie en werking
De magnetronbuis bestaat uit een staafvormige kathode, waaromheen een cilindrische anode ligt. In de ruimte in het inwendige van het magnetron heerst hoog vacuüm, zoals gebruikelijk bij elektronenbuizen. De anode is voorzien van een aantal holtes die als resonator werken. In de richting van de as is een sterk magneetveld aangebracht. Zonder dit magneetveld zou de buis alleen maar als diode werken. Door het magneetveld worden de elektronen echter afgebogen, als gevolg van de lorentzkracht, waardoor ze spiraalvormige banen willen gaan beschrijven. Door de elektromagnetische resonanties in de resonantieholtes worden de elektronen in groepen gedwongen die als netto effect hebben dat de elektronenwolk eruitziet als spaken in een wiel die in het magnetron ronddraaien. De elektronen geven gedurende hun reis van kathode naar anode een groot deel van de energie die ze door de spanning tussen anode en kathode krijgen, af aan het elektromagnetische veld van de resonantieholtes en belanden met relatief lage snelheid op de anode. Dit lukt alleen als de hoogte van de anodespanning, de sterkte van het magneetveld en de afmetingen van het magnetron voor de bedoelde werkfrequentie optimaal op elkaar afgestemd zijn. De baan die de elektronen beschrijven, wijkt door de interactie met het veld van de resonantieholtes af van een spiraal: ze leggen een zeer complexe baan af, waarin ze voortdurend van snelheid veranderen en ook periodiek dicht bij en verder van de anode af bewegen. Elke magnetron werkt op slechts 1 frequentie ("niet afstembaar") vanwege de mechanisch vaste constructie. Er bestaan wel een aantal zogenaamde resonantiemodes. De meest voorkomende mode is die, waarin naast elkaar liggende resonantieholtes 180° in fase verschoven zijn. Er worden vaak zogenaamde straps gebruikt, die bijvoorbeeld de even en de oneven anodesegmenten met elkaar verbinden om zo te bewerkstelligen dat ongewenste resonantiemodes worden onderdrukt en het magnetron op de juiste frequentie werkt. In een van de resonantieholtes bevindt zich een extra elektrode waarmee de microgolfenergie afgetapt kan worden.
Bij het demonteren van een magnetronbuis kan beryllium uit de isolatoren vrijkomen, wat net als asbest gevaarlijk is voor de longen.

## Geschiedenis
In 1912 experimenteerde de Zwitserse fysicus Heinrich Greinacher met een elektronenbuis waarbij ook een magneetveld werd gebruikt. De term magnetron werd voor het eerst gebruikt door de Amerikaanse fysicus Albert Hull, die vanaf 1921 in de laboratoria van General Electric theoretisch en empirisch onderzoek deed aan een elektronenbuis met centrale kathodedraad en een ringvormige anode, in eerste instantie bedoeld om de mogelijkheden van beïnvloeding van de elektronen in de buis door een variabel magneetveld te bepalen.
In de jaren twintig van de twintigste eeuw werkten ook de Tsjechische fysicus August Žáčcek en de Duitse fysicus Habann aan magnetronbuizen. In deze tijd kwamen gesplitste anodes, cilindervormige anodes die in meerdere secties verdeeld waren, in zwang. Daarbij waren vier diagonaal tegenover elkaar liggende anodesecties met elkaar verbonden en afzonderlijk van een externe aansluiting voorzien. Rond 1928 werkte ook de Japanse doctoraalstudent Okabe, onder leiding van Yagi, aan een magnetron met gesplitste anode, om elektromagnetische golven op te wekken met frequenties groter dan 1 GHz, die gebruikt werden bij het testen van de Yagi-antenne. Yagi had kort daarvoor nog een bezoek aan General Electric in New York gebracht.
De Duitse fysicus Hollmann, werkzaam bij Telefunken, vroeg in 1935 een patent aan voor een buis waarbij de segmenten van de anode in de buis zelf verbonden werden door gekromde platen – in wezen de basis voor de huidige trilholtemagnetrons. In de jaren 1936 tot 1938 ontwikkelden de Russische ingenieurs Alekseev en Malairov een magnetron met een als massief koperblok uitgevoerde anode met trilholtes, die een vermogen van 300 watt kon leveren. In Groot-Brittannië ontwikkelden Eric Stanley Megaw, John Randall en Harry Boot op basis van hetzelfde principe lucht- en watergekoelde magnetrons, die vrijwel direct daarna in productie genomen werden voor radartoepassingen in gevechtsvliegtuigen en raketwaarschuwingsinstallaties.
De Amerikaan Percy Spencer, werkzaam bij Raytheon, ontdekte in 1945 dat een chocoladereep smolt in de door een magnetron uitgezonden straling. Dit leidde tot de magnetronoven. Vanaf 1947 werden deze geproduceerd, maar het duurde nog decennia voor deze tegen een acceptabele prijs voor een groot publiek beschikbaar kwamen.

## Publicaties
- Heinrich Greinacher: In: Verhandlungen der Deutschen Physikalischen Gesellschaft, Heft 14 (1912), S. 856.
- Albert W. Hull: The Measurement of Magnetic Fields of Medium Strength by Means of a Magnetron. In: Physical Review. Heft 22 (1923), S. 279–292 DOI:10.1103/PhysRev.22.279.
- Erich Habann: Eine neue Generatorröhre. In: Zeitschrift für Hochfrequenztechnik. Jahrbuch der drahtlosen Telegraphie und Telephonie, Band 24. Krayn, Berlin 1924, S. 115ff. (zugleich Dissertation der Universität Jena, 1924).
- August Žáček: In: Časopis pro pěstování matematiky a fysiky, Heft 53 (1924), S. 378.
- Hans Erich Hollmann: Physik und Technik der ultrakurzen Wellen. Band 1. Erzeugung ultrakurzwelliger Schwingungen. Springer, Berlin 1936, Kapitel 4.